# 凝溶胶蛋白
凝溶胶蛋白（英語：Gelsolin）是一种肌动蛋白结合蛋白，是肌动蛋白丝装配和解聚调节的关键。凝溶胶蛋白是肌动蛋白结合蛋白中凝溶胶蛋白/绒毛蛋白超家族的重要成员。凝溶胶蛋白表达于细胞内（在细胞质基质和线粒体）以及细胞外（血浆）。

## 结构
凝溶胶蛋白是一个82千道尔顿的蛋白质，具有六个同源亚结构域，称为S1-S6。每个亚结构域都包含有五片β折叠，旁边缀有两个α螺旋，一个垂直，另一个平行于β折叠片。其N端（S1-S3）和C端（S4-S6）各自组成了一个额外的β折叠。